# Кузьниця (гміна Кломніце)
Кузьниця (пол. Kuźnica) — село в Польщі, у гміні Кломниці Ченстоховського повіту Сілезького воєводства.
Населення — 120 осіб (2011).
У 1975-1998 роках село належало до Ченстоховського воєводства.

## Демографія
Демографічна структура станом на 31 березня 2011 року:
|          | Загалом | Допрацездатний вік | Працездатний вік | Постпрацездатний вік |
| -------- | ------- | ------------------ | ---------------- | -------------------- |
| Чоловіки | 69      | 11                 | 50               | 8                    |
| Жінки    | 51      | 4                  | 32               | 15                   |
| Разом    | 120     | 15                 | 82               | 23                   |